# Dallah

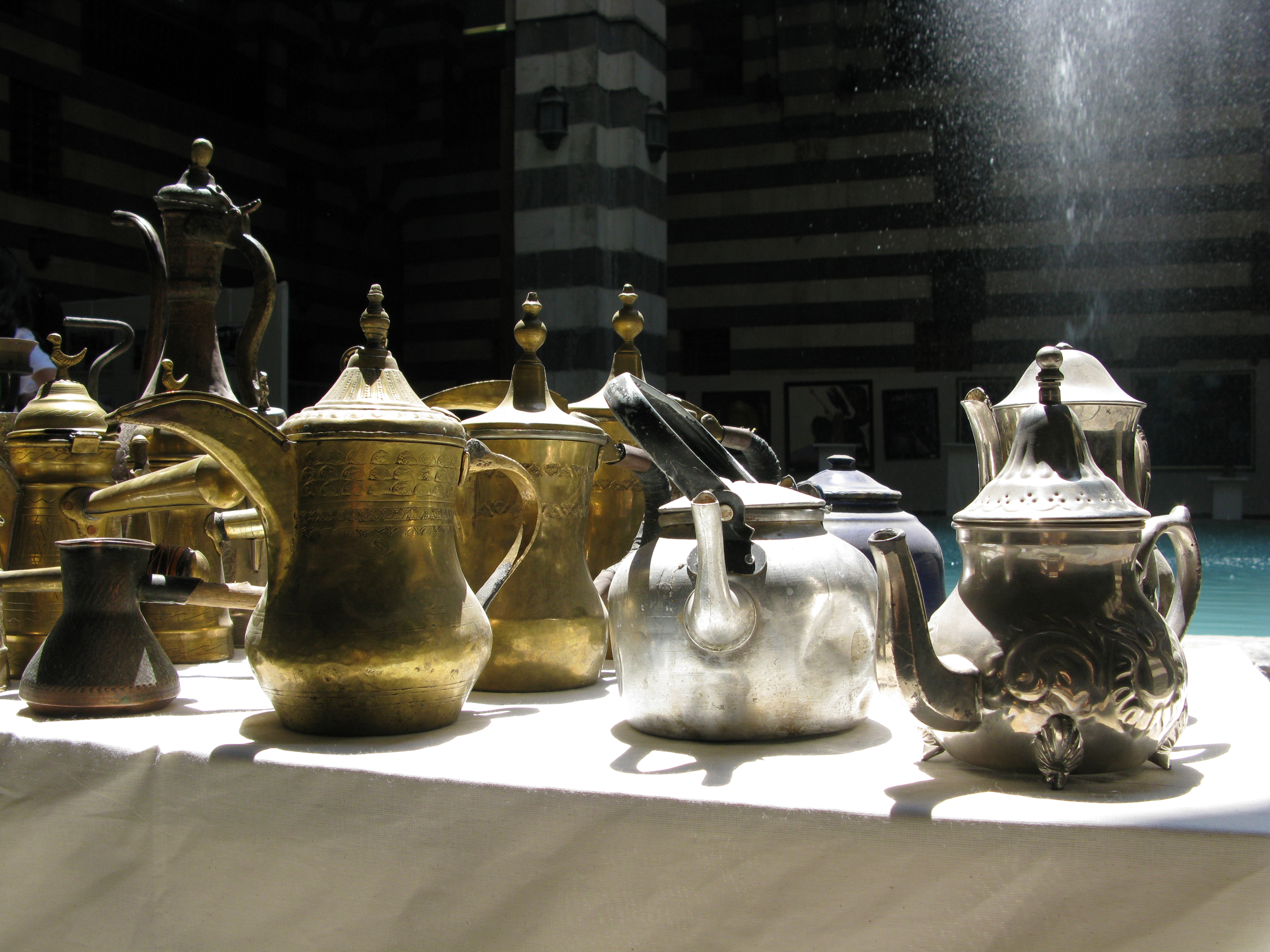
Dallahs

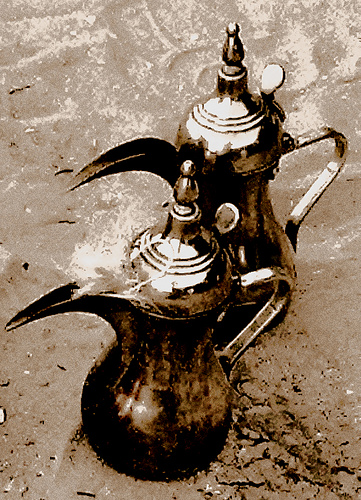
Dallahs

A dallah (em árabe: دلة) é um tradicional bule de café árabe usado há séculos para preparar e servir Qahwa (gahwa), um café árabe ou café do Golfo feito através de um ritual de várias etapas, e Khaleeji, um café picante e amargo tradicionalmente servido durante festas como Eid al-Fitr.
É comumente usado na tradição do café da Península Arábica e dos beduínos. Os antigos beduínos usavam o ritual de preparar café, servir e beber como sinal de hospitalidade, generosidade e riqueza. Em grande parte do Oriente Médio, ainda está ligada ao convívio com amigos, familiares e parceiros de negócios, por isso está tipicamente presente nos principais ritos de passagem, como nascimentos, casamentos e funerais e algumas reuniões de negócios.
Dallah tem uma forma distinta, com um corpo bulboso que se afunila em uma "cintura" no meio e se alarga no topo, coberto por uma tampa em forma de espiral encimada por um remate alto e segura por uma alça sinuosa. A característica mais distintiva é um longo bico em forma de meia-lua. Este bico pode ser coberto com uma aba de metal para manter o café mais quente, mas tradicionalmente é aberto para ver o café enquanto é servido.
Um dallah pode ser feito de latão, aço, prata e até ouro 24K para ocasiões especiais ou uso pela realeza.
As origens do dallah não são claras. Entre as primeiras referências a um dallah como uma caldeira de café na forma moderna datam de meados do século XVII.
O dallah desempenha um papel tão importante na identidade dos países do Golfo Pérsico que é apresentado em obras de arte públicas e em moedas monetárias. Também é retratado na forma de marca d'água como um recurso de segurança em várias notas monetárias da Arábia Saudita.
Dallah é tipicamente ricamente ornamentado, geralmente gravado com padrões geométricos, plantas e flores estilizadas, cenas de amor da poesia árabe ou outras decorações, incluindo pedras semipreciosas e marfim. O dallah moderno é um recipiente mais prático, e até mesmo o dallah automático e a garrafa térmica estão disponíveis para o bebedor de café moderno.
Em sua forma mais básica, o café do Golfo ou árabe tem ingredientes e preparo simples: água, café levemente torrado e cardamomo moído são fervidos em um dallah por 10 a 20 minutos e servidos não filtrados em xícaras demitasse. Outras receitas tradicionais e regionais incluem açafrão ou outras especiarias.